# 吳卓恩
吳卓恩，MH（2010年3月19日—）是一名香港游泳运动员。她在2024年夏季殘疾人奧林匹克運動會女子SB6級100米蛙泳项目中获得铜牌，以14歲之齡成為港隊歷來最年輕的殘奧獎牌得主。 

## 簡歷
只有14歲的吳卓恩是殘奧泳隊新秀，主項蛙泳。她在2023年德國柏林舉行的殘疾人游泳賽事中，在SB6女子200米蛙泳以破世界紀錄（1分33秒95）接近10秒的成績奪得金牌。 
吳卓恩近年參加多項賽事，其中SB6女子100米蛙泳在世界排名達到第2位。第一次參與殘奧的吳卓恩將會在巴黎競逐SB6女子100米蛙泳、S6女子100米背泳和SM6女子200米個人混合四式。